# Cytherea pallidipennis
Cytherea pallidipennis är en tvåvingeart som beskrevs av Abbassian-lintzen 1968. Cytherea pallidipennis ingår i släktet Cytherea och familjen svävflugor.
Artens utbredningsområde är Iran. Inga underarter finns listade i Catalogue of Life.